# チカロフスク

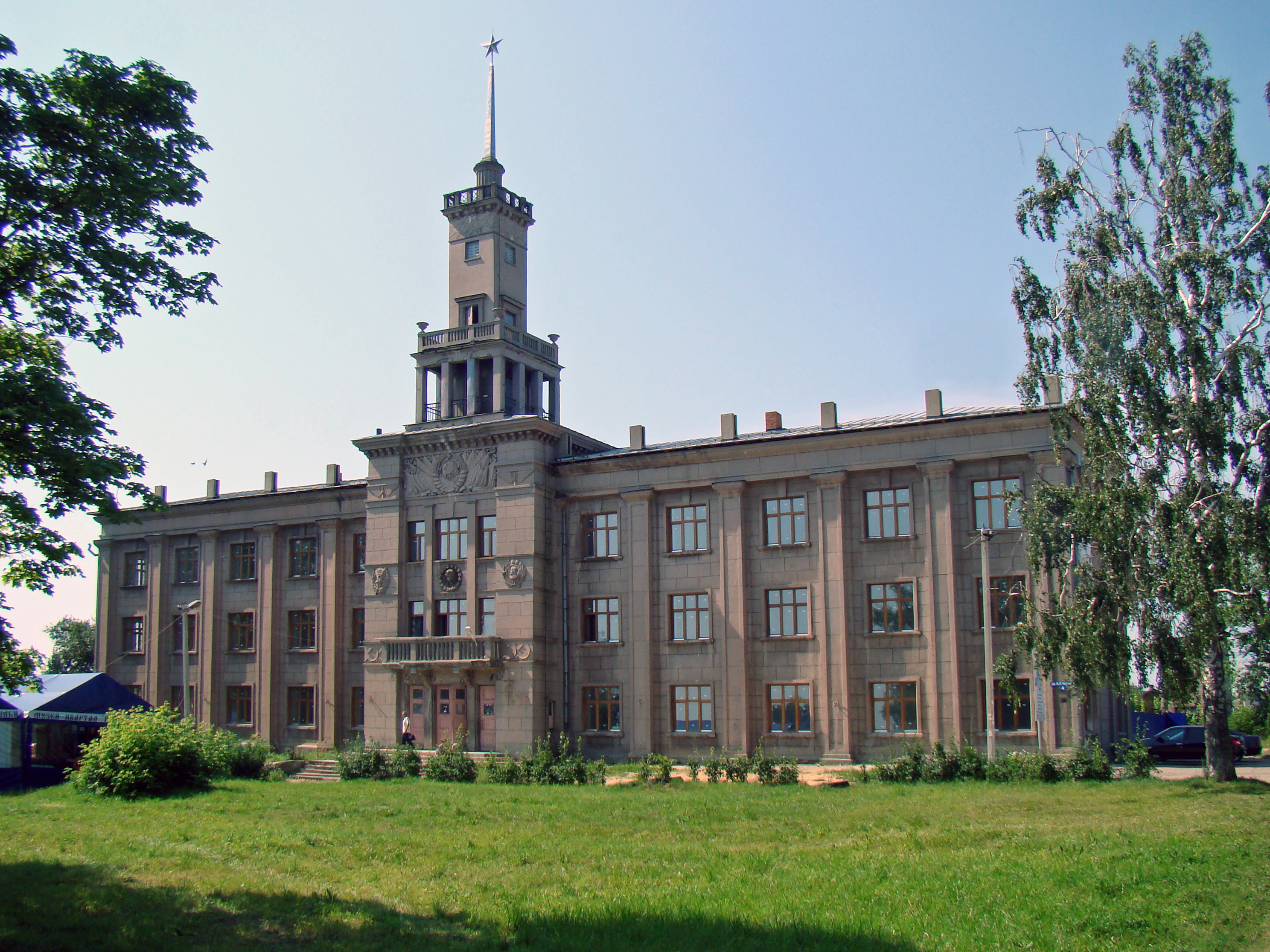
Palace of Culture named Valery Chkalov

チカロフスク（Чкаловск, Chkalovsk）はロシア連邦ニジニ・ノヴゴロド州の町。人口は1万1535人（2021年）。ヴォルガ川に臨む。ニジニ・ノヴゴロド市から北西に95km。
古くはヴァシリョヴァ・スロボダ（Василева-Слобода, Vasileva-Sloboda）、その後ヴァシリョヴォ（Василево, Vasilyovo）と呼ばれていたが、1937年に、この町の出身の有名な飛行士ヴァレリー・チカロフに因んでチカロフスクと名づけられた。

## 歴史
もとのヴァシリョヴァ・スロボダの名は、12世紀、国境に近かったこの地に歩哨基地を築いたヴァシリー・ユリエヴィチ公（ユーリー・ドルゴルーキーの息子）に由来する。町の名は最も古くは1450年の史料で言及されている。14世紀から18世紀まではシュイスキイ公が領有していた。その後、モスクワの女子修道院に帰属する。
1955年、チカロフスクは都市に昇格される。その後、ゴーリキー水力発電所（現・ニジニ・ノヴゴロド水力発電所）のダム建設にともない町の大部分が水没したため、河畔の新たな場所に近代的な都市が建設された。
1940年に開かれたヴァレリー・チカロフ博物館がある。